# (4690) Strasbourg
(4690) Strasbourg (1983 AJ) – planetoida z pasa głównego asteroid okrążająca Słońce w ciągu 2,7 lat w średniej odległości 1,94 j.a. Odkryta 9 stycznia 1983 roku.